# Melipotis excavans
Melipotis excavans är en fjärilsart som beskrevs av Walker 1857. Melipotis excavans ingår i släktet Melipotis och familjen nattflyn. Inga underarter finns listade i Catalogue of Life.